# Azerbaijan International
Die Azerbaijan International sind im Badminton offene internationale Meisterschaften von Aserbaidschan. Sie wurden erstmals 2019 ausgetragen.

## Turniergewinner
| Saison    | Herreneinzel      | Dameneinzel          | Herrendoppel               | Damendoppel                    | Mixed                                    |                   |
| --------- | ----------------- | -------------------- | -------------------------- | ------------------------------ | ---------------------------------------- | ----------------- |
| 2019      | Rasmus Gemke      | Phittayaporn Chaiwan | Mark Lamsfuß Marvin Seidel | Chloe Birch Lauren Smith       | Thom Gicquel Delphine Delrue             |                   |
| 2020 2023 | nicht ausgetragen | nicht ausgetragen    | nicht ausgetragen          | nicht ausgetragen              | nicht ausgetragen                        | nicht ausgetragen |
| 2024      | Jeon Hyeok-jin    | Malvika Bansod       | Ondřej Král Adam Mendrek   | Gabriela Stoeva Stefani Stoeva | Sathish Kumar Karunakaran Aadya Variyath |                   |